# Industrie minière à Hong Kong

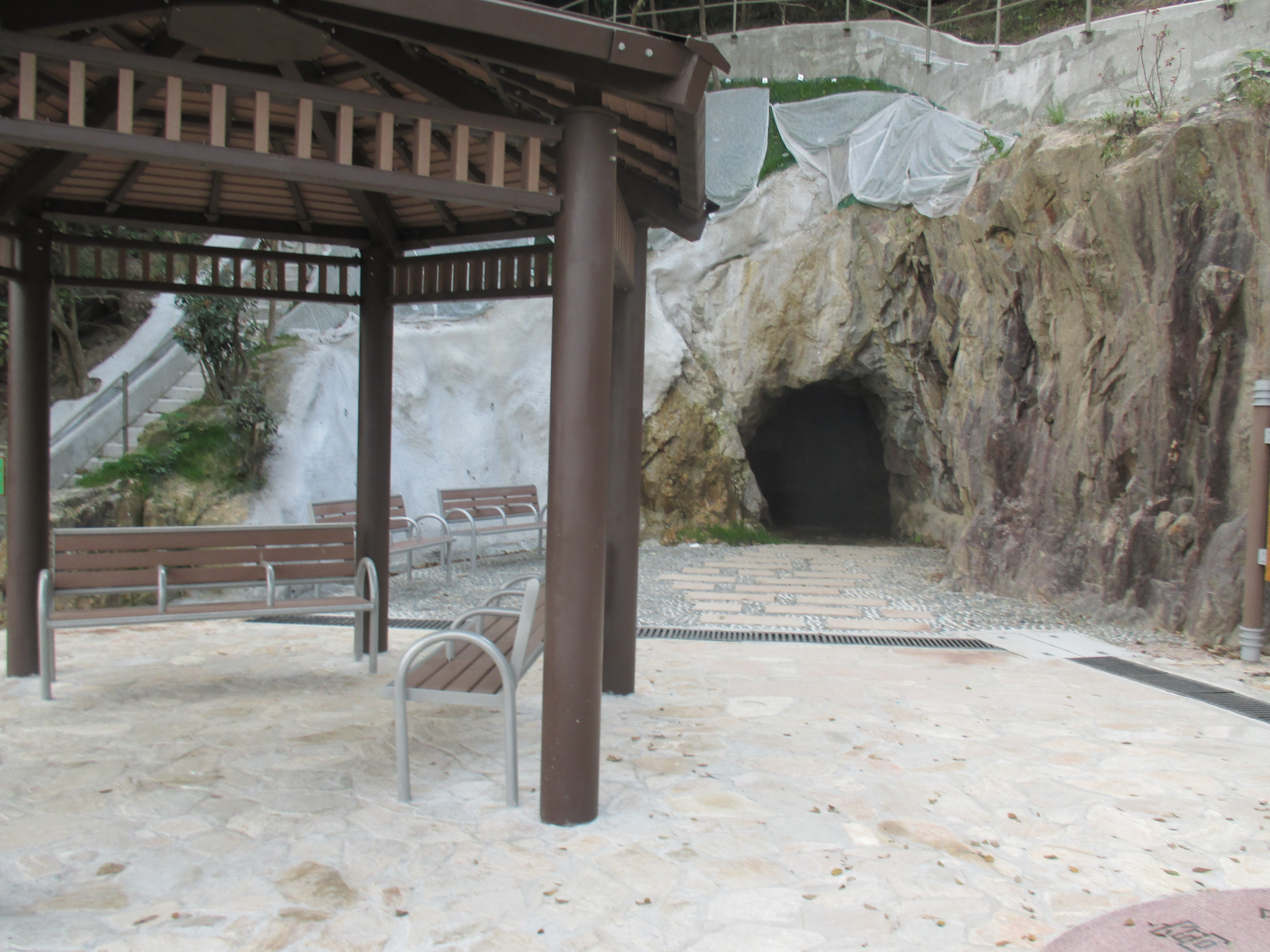
Entrée de la grotte Silvermine à Mui Wo sur l'île de Lantau.

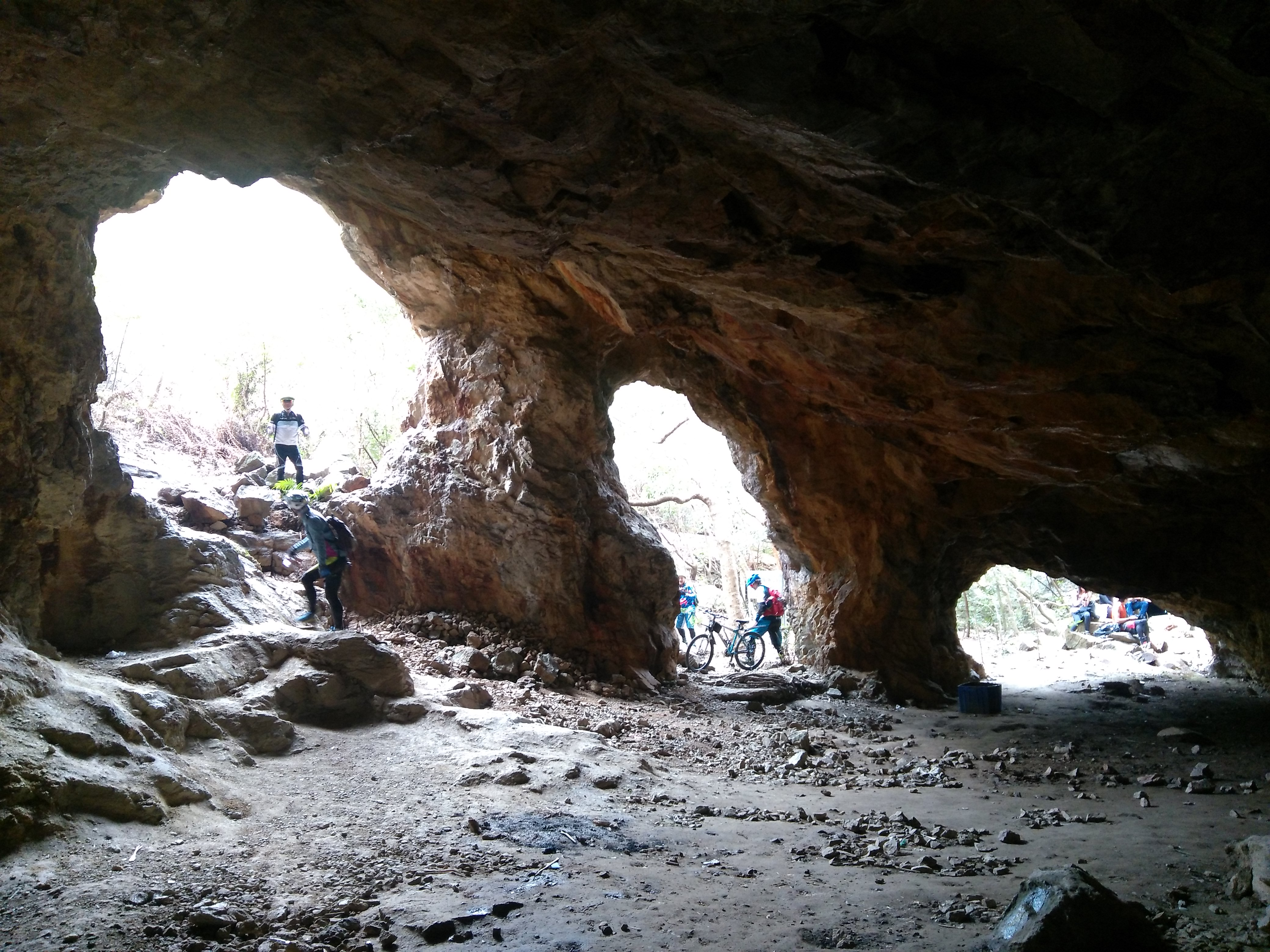
Mine de plomb de en 2018.

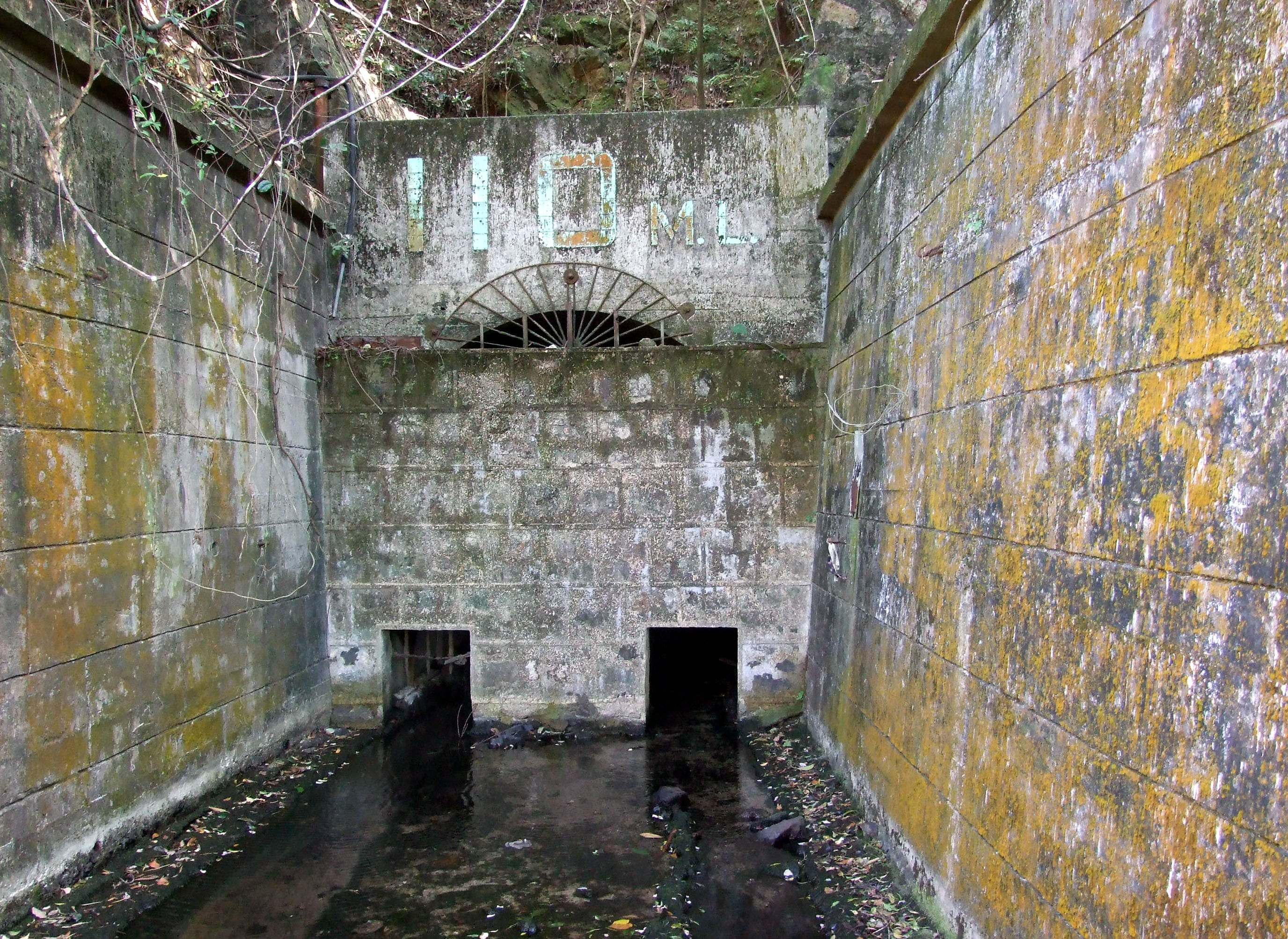
Murs extérieurs du 110 ML de la mine de fer de Ma On Shan.

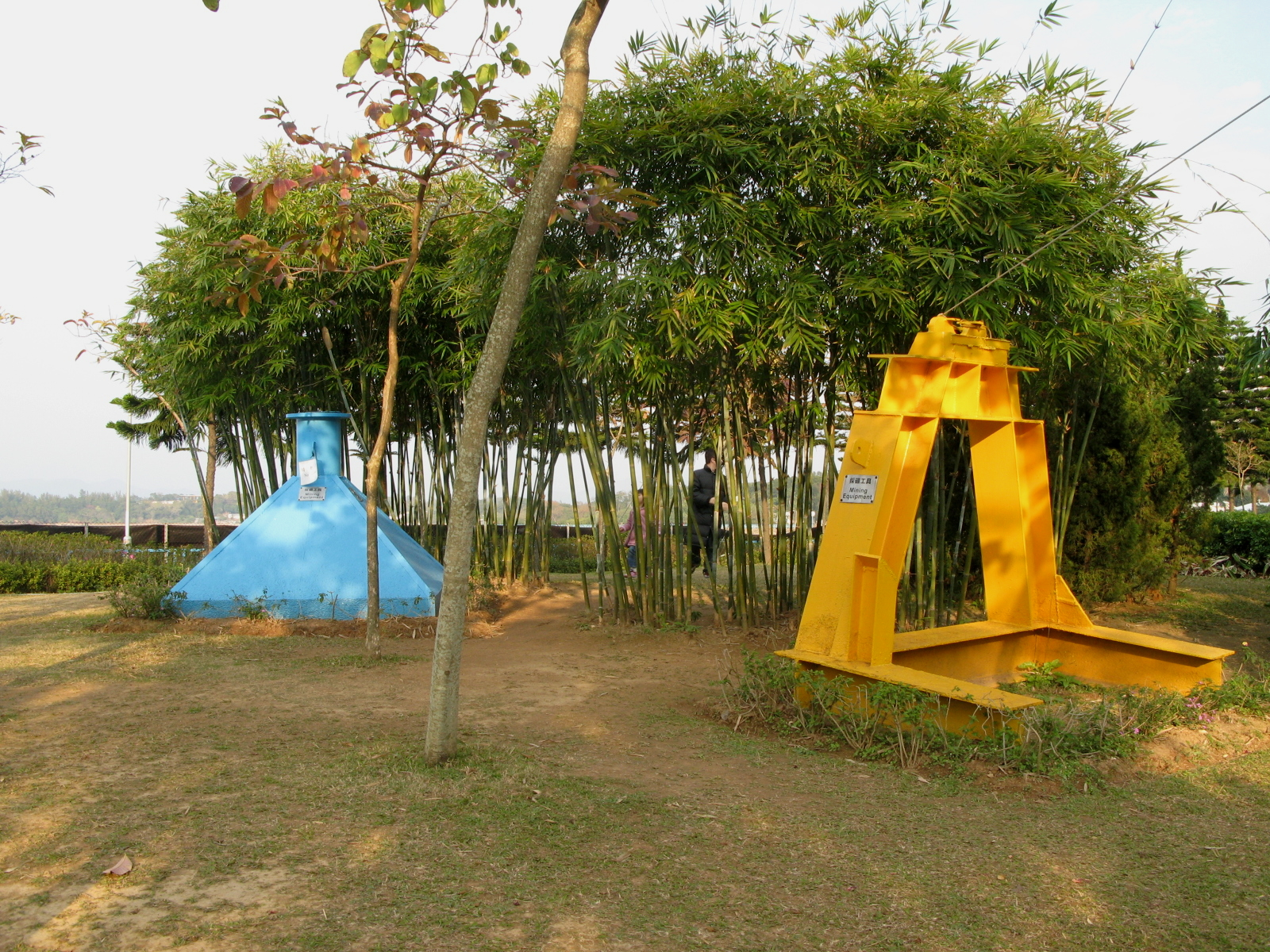
Espace d'exposition de l'histoire minière du.

Il n'existe actuellement aucune industrie minière à Hong Kong, hormis quelques carrières, bien que certains gisements aient été autrefois exploitées commercialement. Malgré sa taille réduite, la région de Hong Kong possède en effet un nombre relativement important de gisements minéraux.

## Mines
Les quatre principales mines de Hong Kong sont la mine de plomb de Lin Ma Hang (en) (principalement de la galène pour le plomb), la mine de tungstène de Needle Hill (wolframite et molybdénite), la mine de fer de Ma On Shan (de la magnétite pour le fer), et la mine de graphite de West Brother.
Les mines historiques de Hong Kong comprennent (les chiffres indiquent la longueur des tunnels) :
- Lin Ma Hang (en) - 0,9 km[2] ;
- Needle Hill - 3,4 km[2] ;
- Lin Fa Shan - 2,3 km[2] (île de Lantau) ;
- Ma On Shan - 23,5 km[2] ;
- West Brother[2] ;
- Mines de Sha Lo Wan (en) - 0,3 km[2] (île de Lantau) ;
- Mui Wo (baie de Silver Mine) (île de Lantau).

## Types d'industries minières

### Fer
Le plus grand gisement de fer se trouve à Ma On Shan, où la mine de fer de Ma On Shan était en activité de 1906 à 1976.

### Plomb
Du plomb est découvert pour la première fois vers les années 1860 à Lin Ma Hang (en). La première société minière est créée en 1917 et n'est active que trois ans. Un bail minier de 75 ans est délivré en 1925. La propriété de la mine change en 1932, puis de nouveau en 1937. À cette époque, 2,1 kilomètres de tunnels ont été aménagés et ils sont prolongés par le nouveau propriétaire, mais tous les travaux sont suspendus en 1940 en raison de la Seconde Guerre mondiale. L'exploitation minière à petite échelle est réalisée par les Japonais de 1941 à 1945, principalement en pillant les piliers de la partie est de la mine, ce qui provoque un effondrement. Par la suite, la mine reste abandonnée jusqu'en 1951, date à laquelle divers entrepreneurs reprennent leurs activités. Des troubles sociaux, des grèves, des dégâts causés par un typhon et la baisse du prix du plomb conduisent à la fermeture de la mine le 30 juin 1958, alors qu'il reste environ 60 % des réserves. Le bail minier expire en avril 1962.

### Argent
Mui Wo sur l'île de Lantau est situé dans la baie de Silvermine, ainsi nommée en raison des mines d'argent qui étaient autrefois exploitées le long de la rivière qui traverse le village. La grotte Silvermine voisine est exploitée pour la galène, un minéral composé principalement de plomb mais contenant de petites quantités d'argent au cours de la seconde moitié du XIXe siècle.

### Tungstène
Des gisements de tungstène sont découverts pour la première fois en 1935 à Needle Hill. Un permis d'exploitation minière est délivré la même année et le développement minier commence en 1938 et se poursuit pendant la période d'occupation japonaise. Les activités minières se développent pendant la guerre de Corée lorsque le prix du tungstène augmente fortement. En 1967, le cours du tungstène baisse et le coût de la main-d'œuvre augmente, entraînant la suspension de l'exploitation minière.
Du tungstène est découvert à Sha Lo Wan (en) et son minerai est extrait dans la région dans les années 1950, ce qui entraîne une augmentation de la population qui atteint 4 000 habitants en 1971. La population diminue de nouveau depuis les années 1970.

## Aspects juridiques
En vertu du chapitre 285 de l'ordonnance minière, le pouvoir d'accorder des licences d'exploitation minière et de prospection est confié au commissaire aux mines qui est, depuis 2020, le directeur du génie civil et du développement (en).

## Carrières

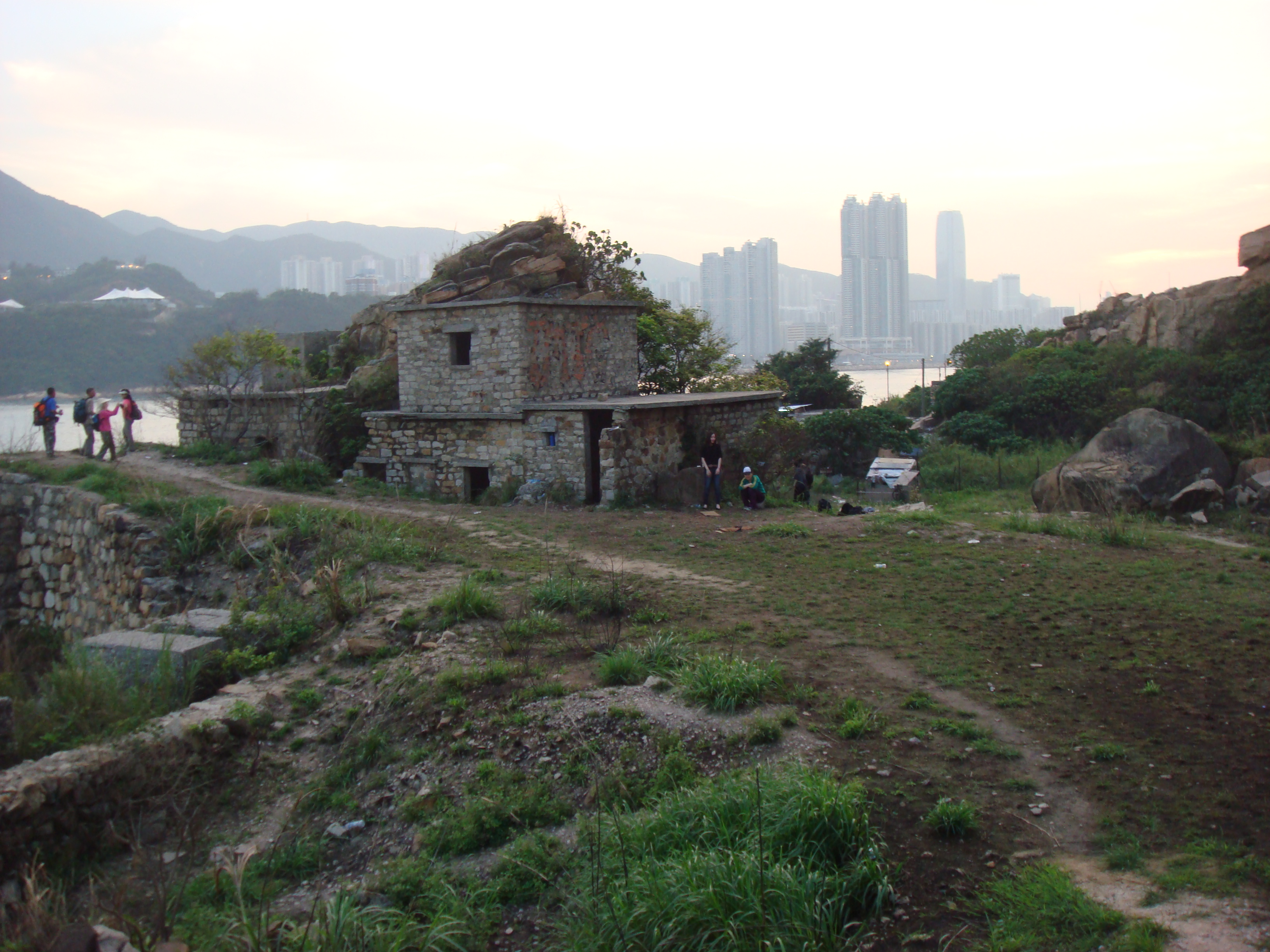
Structures de l'ancienne carrière de à Kowloon.

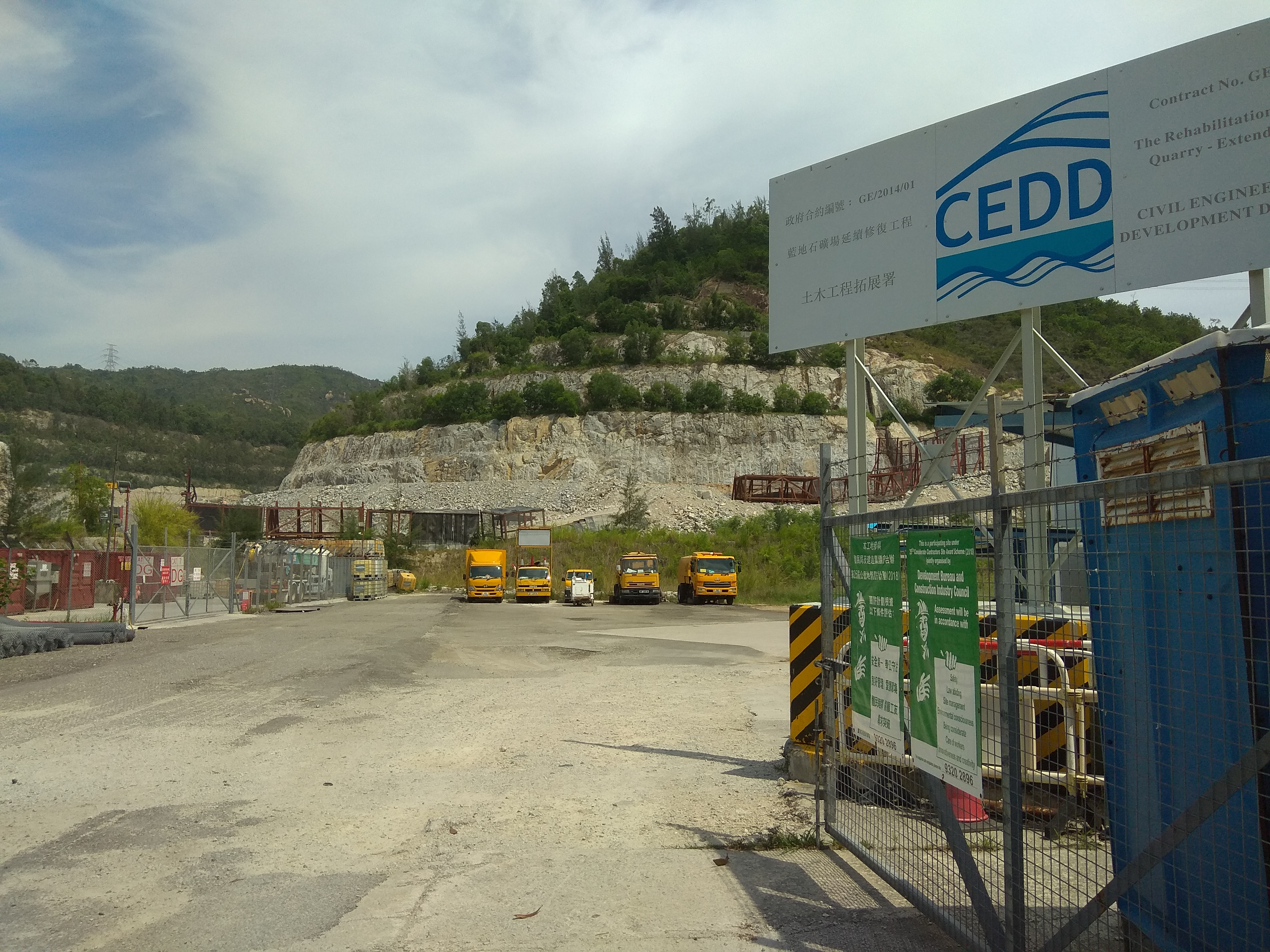
Carrière à dans le district de Tuen Mun.

Les carrières actuelles et anciennes de Hong Kong comprennent :
- la carrière d'Anderson Road (en) ;
- les quatre collines de Kowloon (en), qui accueillaient autrefois des carrières de granit dans le district de Kwun Tong ;
- la carrière de l'île de Lamma ;
- Quarry Hill (en) ;
- la carrière de Shek O (en) ;
- Turret Hill (en), exploitée du milieu des années 1960 à 1984[6],[7].